# 大堀惠
大堀惠（1983年8月25日—），原藝名，日本女子團體AKB48及SDN48前成員，千葉縣大網白里市出身，於東京都品川區成長。丈夫為編劇金澤達也，育有二女。

## 簡歷
2000年在高中二年級時，大堀以雜誌的讀者模特兒之姿進入演藝圈，曾以藝名的名義進行活動。
2005年，AKB48創團徵選時期，大堀即與1.5期生篠田麻里子在AKB48劇場的附設咖啡廳擔任店員。其後，於2006年參加AKB第2回的試鏡會合格，以Team K成員的身分活動。而之後亦在AKB48的寫真集中出現。
2009年7月8日，於「AKB48第13張單曲選拔總選舉」中獲得1316票，為第24位，成為Under Girls的一員。8月1日，與佐藤由加理、野呂佳代、浦野一美，以SDN48的成員之一進行活動。8月23日的「讀賣新聞創刊135周年記念演唱會 AKB104選抜成員組閣祭」演唱會中，宣布於2010年完全移籍至SDN48。
2010年2月21日之Team K 5th Stage「引體後翻」之最後公演中從AKB48中畢業。3月25日，在「AKB48 希望滿席祭 贊否兩論」演唱會中宣布移籍經紀公司堀製作。
2012年3月31日，SDN48全體畢業。12月8日，於AKB48劇場7周年特別公演中，宣布將與從事電視節目編劇工作的男友金澤達也於2013年結婚的消息。
2013年1月1日，辦理結婚登記。4月5日，宣布參加「AKB48第32張單曲選拔總選舉」。
2014年1月12日，宣布懷孕。6月16日，長女誕生。
2024年12月25日，次女誕生。
2025年3月31日，宣布與Horipro的合約結束。

## 
2008年10月15日節目「AKB0时59分!」內的一個特別企畫，為推出的SOLO作品首次登場。本次CD的銷售數目設定為10000張，如果在這1個月裡未能達成目標，就必須要退出AKB48。之後的銷售過程中都十分辛苦。11月15日的最後活動中，AKB48 Team K的成員都支持大堀，最後，CD賣得10,125張，免受畢業的命運。

## 所屬事務所經歷
OSCAR PROMOTION（大堀恵）→ARTIST☆WIN（→大堀恵）→AKB48劇場店員→office48→AKS→AZ-ENTERTAINMENT→堀製作

## 人物
- 持有家政科之教師證書（是AKB48及SDN48唯一擁有教師資格的成員），暱稱。
- 在AKB48中，和成員野呂佳代同樣是隊中最年長，是野呂的同班同學。成員稱大堀「ババア（老太婆）」吐槽她。(不過在SDN48中，最年長的是西國原禮子，其次是韓國籍的シヨン，然後才是大堀。)
- 在AKB48中，以性感大姐形象而著名。
- 在節目，某些影片都會拍到她當店員時的縱影。
- 在AKB48的活動當中，比較少當上選拔成員，因此曝光率比其他成員少。在台上表演通常是在台左的角落，那個位置被稱為「大堀區域」。
- 在節目中和主持人佐田正樹和成員一邊作出「ババア」的動作製造出笑點，而開始顯露頭角。在單曲《Baby！ Baby! Baby！》首次成為選拔成員，亦擔任中心成員，之後又展開單獨表演，一口氣擴大活動的幅度。

## 参加曲

### 單曲CD選抜曲
AKB48名義
- Baby! Baby! Baby!
- 無法飛翔的鳳蝶 - Under Girls名義

SDN48名義
- GAGAGA
- 天國之門在第3次的打開 - Under Girls A名義
- MIN・MIN・MIN

## 參與組曲
TeamK 1st Stage「PARTY开始了」公演
1. 接吻不行唷

TeamK 2nd Stage「青春女孩」公演
1. Blue rose
2. 放浪之夏

TeamK 3rd Stage「脑内天堂」公演
1. 滴溜溜的轉
2. MARIA ※

※代替梅田彩佳
向日葵组 1st Stage「我的太阳」公演
1. 向日葵

※篠田麻里子之替補
向日葵组 2nd Stage「不要让梦想死去」公演
1. Confession

※篠田麻里子之替補
TeamK 4th Stage「最终钟声鸣响」公演
1. 雄蕊雌蕊夜之蝶

TeamK 5th Stage「引体后空翻」公演
1. 愛之色

THEATER G-ROSSO 向日葵组 2nd Stage「不要让梦想死去」公演
1. Confession

※篠田麻里子・米澤瑠美・小森美果之替補
SDN48 1st Stage「誘惑的吊襪帶」公演
1. 悍馬女士

## 出演

### 綜藝節目
- OUT★PUT（2005年9月4日・18日・25日、東京電視台）
- AKB1時59分!（2008年3月13日 - 27日、日本電視台）
- AKB0時59分!（2008年4月7日 - 9月29日、日本電視台）
- AKB48神TV（2008年7月13日 - 27日・8月17日・9月14日- 21日、ファミリー劇場）
- [24時間テレビ 「愛は地球を救う」] 错误：{{Lang}}：无效参数：|3=（帮助）（2008年8月31日、日本電視台）
- AKBINGO!（2008年10月1日 - 2009年1月21日・2月4日 - 3月11日・25日 - 7月1日・15日・8月5日・19日 - 9月9日・10月14日 - 11月4日、日本電視台）
- （2009年7月21日・8月20日・9月1日、NHK教育）
- 週刊AKB（2009年8月28日・9月4日、東京電視台）
- HEY!HEY!HEY!MUSIC CHAMP（2011年9月26日、富士電視台）

### 劇集
- 小狗華爾滋 (電視劇集)第2〜5集（2004年4月 - 6月、日本電視台） - 小林涼子
- 急症群英（2005年1月 - 3月、日本富士電視台）
- 流星花園（2005年10月 - 12月、TBS電視台） - 學生
- 特命係長・只野仁第38話（2009年2月26日、朝日電視台） - 若菜友人
- 馬路須加學園 最終話（2010年3月26日、東京電視台） - 馬路須加女學園學生

### 電影
- 碎片（2010年4月3日、ピクチャーズデプト） - キサラギ

### 電台
- （2006年9月8日、TOKYO FM）
- (2007年10月3日 - 2008年11月26日）
- （2007年10月15日・2008年3月24日・4月21日・7月14日・9月15日・22日・11月17日・2009年6月22日、文化放送）
- Holiday Special bayfm meets AKB48 3rd Stage〜REAL〜（2008年9月15日）
- （2008年11月3日、文化放送）
- DJ Tomoaki's Radio Show!（2009年6月11日、下北FM）

### PV
- 偶然的十字路（2011年2月16日、AKB48 Under Girls） - 飾演 電影海報的主演女演員

## 唱片

### 单曲
| 發售日         | 名稱        | 最高 週間 順位 | 形式        | No:         | 備註        |
| Vap唱片公司    | Vap唱片公司 | Vap唱片公司    | Vap唱片公司 | Vap唱片公司 | Vap唱片公司 |
| -------------- | ----------- | -------------- | ----------- | ----------- | ----------- |
| 2008年10月15日 | 甜蜜股關節  | 27位           | 通常盤      | VPCC-82626  | 大堀惠名義  |

### DVD
- Dolls Style「Yummi! 松嶋めぐみ」（2005年4月25日发售）
- コスプレ☆めーたん姫♪（2005年12月21日发售）
- 「あぶなゑ」（2009年12月16日发售）

### 蓝光特典
- 「あぶなゑ」（2009年12月16日發售、ポニーキャニオン）

## 書籍

### 雑誌連載
- KING 2008年7月号・8月号（2008年6月13日・7月12日发售、講談社）
- 月刊RADIO LIFE（三才ブックス） - 「SDN48大堀恵的所謂未来」連載。

### 写真集
- Dolls Style the Books「Yummi! 松嶋めぐみ」（2005年11月30日发售、數位写真集、Dolls Style the Books）
- 大堀恵1st写真集『大堀恵×妄撮 甜蜜股關節』（2008年11月13日发售、講談社）

### 雜誌書
- ちび妄撮（2009年7月29日发售、講談社）

### 隨筆
- 最下層アイドル あきらめなければ明日はある!（2009年8月25日发售、WAVE出版）